# Aaron Kwok
Aaron Kwok Fu-Shing (chino: 郭富城, pinyin: Guō Fùchéng, cantonés: Gwok3 Fu3sing4) (nacido el 26 de octubre de 1965) es un cantante y actor chino, originario de Hong Kong.

## Biografía
Kwok está casado con la modelo china Moka Fang, la preja tiene una hija Chantelle Kwok. 

## Carrera
En 1984, Kwok se une a un programa de baile en un canal de televisión de Hong Kong en la red TVB, donde se notó rápidamente por su talento, y fue seleccionado para trabajar en muchos programas y videos musicales. Después de esto, Kwok también comenzó a estudiar actuación, consiguiendo algunos personajes principales en algunas series de televisión.
En los años noventa un corte publicitario lo hace inmensamente popular, ayudándolo a lanzar al éxito su carrera musical. Tras el éxito del sencillo "Loving You Forever (對你愛不完), Aaron Kwok se convirtió en una de las estrellas pop más influyentes en Asia.
Con los años, Kwok se ha convertido en un actor famoso, gracias al director Andrew Lau. Durante el cuadragésimo del segundo año del Golden Horse Film Festival en 2006, Kwok ha sido galardonado como Mejor Actor por su interpretación en la película.
En 2019 se unió como mentor de baile de la segunda temporada del programa chino Produce 101 titulado "Produce Camp 2019".

## Filmografía

### Cine
- 2016 One Night Only - Gao Ye
- 2016 Cold War 2 - Sean K. F. Lau
- 2016 MBA Partners - Guest star
- 2016 The Monkey King 2 - Sun Wu Kong
- 2015 Monk Comes Down the Mountain - Zhou Xi Yu
- 2015 Port of Call - Detective Chong
- 2014 The Monkey King - Bull Demon
- 2013 Silent Witness - Tong Tao
- 2013 Christmas Rose - Chan Chi-tin
- 2013 Conspirators - Chan Tam
- 2013 Better and Better - Xie De Fa
- 2012 Cold War
- 2012 Floating City
- 2012 The Monkey King - Bull Demon
- 2011 Love in Space
- 2011 The Detective 2 - Tam
- 2011 Love for Life - Maestro de escuela primaria
- 2010 City Under Siege - Sunny
- 2010 Empire of Silver - Tercer Maestro
- 2009 The Storm Warriors - Striding Cloud
- 2009 Murderer - Ling Kwong
- 2007 The Detective - Tam
- 2006 After This Our Exile - Chow Cheung-sheng
- 2005 Divergence - Suen Siu-Yan
- 2004 Throw Down - Tony
- 2004 Heat Team - YT Lee
- 2001 Para Para Sakura - Wong Kam Shing (Sexy King)
- 2000 China Strike Force - Darren Tong
- 2000 And I Hate You So - Zhang Yong
- 2000 2000 A.D. - Peter Li
- 1998 The Storm Riders - Striding Cloud
- 1998 Anna Magdalena - Yau Muk-yan (aka Yau Wing-Fu)
- 1996 Wars of Bribery (TV) - Yang Dazhi
- 1996 Somebody Up There Likes Me - Ken Wong
- 1995 Whatever Will Be, Will Be - Mr. Lam
- 1994 The Kung Fu Scholar - Liu Xian Kai
- 1993 Future Cops - Ryu
- 1993 Legend of the Liquid Sword - Zhu Liu Xiang
- 1993 Love is a Fairy Tale - Hung
- 1993 The Bare-Footed Kid - Guan Fung-Yao
- 1993 A Moment of Romance II - Ah Fu
- 1993 Millionaire Cop - Ball/Jessy Li
- 1992 Game Kids - Zhong
- 1992 Gangs '92 - Sam Lam
- 1992 Truant Heroes - Ace
- 1992 Rhythm of Destiny - Lee Ka Wah
- 1992 The Shootout - Wong Ka Fai
- 1991 The Banquet - Younger Brother of Small B Head
- 1991 Savior of the Soul - Silver Fox
- 1991 The Queen of Gamble - Ah Po
- 1991 Lee Rock II - Lui Yong-Yin
- 1990 Story of Kennedy Town - Lee Siu-Wai
- 1989 Close Escape - Ben Kwok

### Programas de variedades
- 2019: Produce Camp 2019 - mentor
- 2016: Happy Camp - invitado
- 2016: Ace vs Ace (ep.4) - invitado

## Discografía
- 1990 - Loving You Forever
- 1991 - Should I Leave Quietly?
- 1991 - Who Can Tell Me Finally?
- 1992 - Please Bring My Feelings Home (Mandarin Collection)
- 1992 - Love You
- 1992 - Dancing Never Stop, Loving Never Stop, Singing Never Stop - Aaron Kwok
- 1992 - Marboro Red Hot Hits: Heat Moves Lalala
- 1993 - Deep Loving You - Aaron Kwok (2nd Mandarin Collection)
- 1993 - Leaving All My Love To You
- 1993 - Without Your Love
- 1993 - Dream Can't Stay
- 1993 - Merry X-Mas
- 1994 - AK-47
- 1994 - Starts From Zero (Cantonese Collection)
- 1994 - The Wild City
- 1994 - The End Of The Dream Is The End Of The Sky
- 1994 - A Moment Of Romance II OST
- 1994 - Urge
- 1994 - Temptation of the Iron Mask
- 1994 - Elution/Good Gal (Remix)
- 1994 - Lover For The Whole Life
- 1994 - Romance Iron Mask Moving Temptation (Remix)
- 1995 - My Starting Point Is Here
- 1995 - You Are My Everything (EP)
- 1995 - The Legend of Naive
- 1995 - Wind Can't Stop
- 1995 - Memorandum
- 1996 - Aaron Kwok Golden Songs : Memorandum Collection
- 1996 - Love Dove
- 1996 - The GIG Kingdom (EP)
- 1996 - Listen to the Wind's Song
- 1997 - Listen to the wind's song karaoke remix
- 1997 - Warner Music collection: Aaron Kwok
- 1997 - Aaron Kwok Live in Concert 1996
- 1997 - Who Will Remember Me?
- 1997 - Love Call
- 1997 - Duplicate Soul - Duplicate Again
- 1997 - Devoted
- 1997 - Generation Next
- 1998 - Code In The Wind
- 1998 - Warner Music Collection: Aaron Kwok - 2
- 1998 - Best To Sing Mandarin 1998
- 1998 - A Magic To City
- 1999 - Pepsi Aaron Kwok Live in Concert 1998
- 1999 - Ask For More (EP)
- 1999 - Amazing Dream
- 1999 - So Afraid
- 1999 - Hip Hip Hurray Greatest 16 Hits 1999
- 2000 - Journey, Cheer
- 2000 - And I Hate You So OST
- 2000 - Fascinating
- 2000 - China Strike Force OST
- 2000 - Fearless vs Future
- 2001 - Pepsi Aaron Kwok Live On Stage 2000/01
- 2001 - Xin Tian Di + Para Para Sakura OST
- 2001 - Pure Energy Collection
- 2001 - Absolute
- 2002 - Aaron Kwok and Friends in Concert 2001
- 2002 - Cracking Twirls (Beyblade) EP
- 2002 - Love On Stage
- 2002 - Burning Flame OST
- 2002 - The Power Of Love 2002
- 2003 - In The Still Of The Night
- 2003 - Romancing Hong Kong OST
- 2004 - AK Trilogy
- 2005 - Thematic (EP)
- 2006 - My Nation
- 2006 - Aaron Kwok: The Best Collection (2DVD + 2CD)
- 2008 - Aaron Kwok de Show Reel Live in Concert 2007/2008
- 2010 - Aaron Kwok Never Ending Love